# 総括安全衛生管理者
総括安全衛生管理者（そうかつあんぜんえいせいかんりしゃ）とは、労働安全衛生法等を根拠法とする、事業場の安全・衛生に関する業務の統括管理を行う者である。労働安全衛生法に定める安全衛生管理体制の頂点に立つ者である。
1972年（昭和47年）労働安全衛生法等の施行により新たに法定化され、これにより従来からの安全管理者および衛生管理者は、総括安全衛生管理者を補佐する者として位置づけられることとなった。労働安全衛生法では、安全衛生管理の企業の生産ラインと一体的に運営されることを期待し、一定規模以上の事業場において当該事業の実施を統括管理する者をもって総括安全衛生管理者にあてることとしたものである（昭和47年9月18日発基91号）。
- 労働安全衛生法については、以下では条数のみ記す。

## 要件
総括安全衛生管理者は、当該事業場においてその事業の実施を統括管理する者をもって充てなければならない（第10条2項）。「事業の実施を統括管理する者」とは、工場長、作業所長等名称の如何を問わず、当該事業場における事業の実施について実質的に統括管理する権限および責任を有する者をいう（昭和47年9月18日基発602号）。職務の性質上、実際の指揮権限を有することが重要なので、「統括管理者に準ずる者」では足りない。労働安全衛生法に定める安全・衛生に関する他職と異なり、特段の免許や経験は有さなくてもよい。
事業者は、総括安全衛生管理者を選任すべき事由が発生した日から14日以内に総括安全衛生管理者を選任しなければならず、総括安全衛生管理者を選任したときは遅滞なく、所定の様式により、所轄労働基準監督署長に届出なければならない（規則第2条）。

## 職務
総括安全衛生管理者は、安全管理者、衛生管理者又は救護に関する技術的事項を管理する者を指揮し、安全衛生に関する以下の業務の統括管理を行う（第10条1項、規則第3条の2）。
1. 労働者の危険又は健康障害を防止するための措置に関すること
2. 労働者の安全又は衛生のための教育の実施に関すること
3. 健康診断の実施その他健康の保持増進のための措置に関すること
「その他健康の保持増進のための措置に関すること」には、健康診断の結果に基づく事後措置、作業環境の維持管理、作業の管理及び健康教育、健康相談その他労働者の健康の保持増進を図るため必要な措置が含まれること（昭和47年9月18日基発602号）。
4. 労働災害の原因の調査、再発防止対策に関すること
5. その他労働災害を防止するため必要な業務で、厚生労働省令で定めるもの
  - 安全衛生に関する方針の表明に関すること
  - 危険性又は有害性等の調査及びその結果に基づき講ずる措置に関すること
  - 安全衛生に関する計画の作成、実施、評価及び改善に関すること

1.の文言が第4章の章名をそのまま用いていることから、使用従属関係下で発生する労働災害の防止についてはすべて総括安全衛生管理者のカバーするところである。
5.について、事業場における自主的な安全衛生活動の促進には、事業場トップの積極的な取組が必要であることから、総括安全衛生管理者が統括管理する業務について、平成18年4月の改正法施行により具体的に定められた（平成18年2月24日基発第0224003号）。
総括安全衛生管理者が事故等でその職務をできないときは代理者を選任しなければならない（規則第3条）。
所轄都道府県労働局長は、労働災害を防止するため必要があると認めるときは、総括安全衛生管理者の業務の執行について事業者に勧告することができる（第10条3項）。具体的には労働災害再発防止講習の受講指示（第99条の2）などがある。なお労働安全衛生法に定める安全・衛生に関する他職と異なり、都道府県労働局長が事業者に対し、総括安全衛生管理者の職務について直接改善命令を出すことはできず、都道府県労働局長による増員・解任を命ずる規定もない。作業場等の巡回義務も課せられていない。 
総括安全衛生管理者の選任、職務違反をした者は、50万円以下の罰金に処せられる（第120条）。

## 選任すべき事業場
選任すべき事業場は次の通りである（施行令第2条）。
1. 常時使用する労働者数100人以上の、林業、鉱業、建設業、運送業、清掃業
2. 常時使用する労働者数300人以上の、製造業（物の加工業を含む）、電気・ガス・水道業、通信業、熱供給業、各種商品卸売業・小売業、家具・建具・什器等卸売業・小売業、燃料小売業、旅館業、ゴルフ場業、自動車整備業、機械修理業
3. 常時使用する労働者数1000人以上の、上記以外の業種

なお、3.の「上記以外の業種」とされる業種の事業場においては、第59条に定める雇い入れ時・作業内容変更時の教育の教育項目の一部を省略することができる。